# Mahōjin Guru Guru
 (novembre 2023).
Si vous disposez d'ouvrages ou d'articles de référence ou si vous connaissez des sites web de qualité traitant du thème abordé ici, merci de compléter l'article en donnant les références utiles à sa vérifiabilité et en les liant à la section « Notes et références ».
Mahōjin Guru Guru (魔法陣グルグル) est un manga japonais créé par Hiroyuki Etō.

## Jeux vidéo

### Mahōjin Guru Guru
Mahōjin Guru Guru (魔法陣グルグル)  est un jeu vidéo de rôle développé par TamTam Co. et édité par Enix pour la SNES et Takara pour la Game Boy. Il est sorti uniquement au Japon le 21 avril 1995 sur SNES.
Dans le monde de Jamu Jamu, 2 enfants, la magicienne Kukuri et le garçon Nike, doivent empêcher la maléfique Giri de conquérir le monde.
Le jeu est composé de 13 tours à explorer.

### Mahōjin Guru Guru 2
Mahōjin Guru Guru 2 (魔法陣グルグル2) est un jeu vidéo de rôle Action-RPG développé par TamTam Co. et édité par Enix pour la SNES. Il est sorti uniquement au Japon le 12 avril 1996.  Il s'agit du deuxième opus de la série adaptée du manga et anime éponyme, Magical Circle Guru Guru.
Dans le monde de Jamu Jamu, 2 enfants, la magicienne Kukuri et le garçon Nike, doivent empêcher la maléfique Giri de conquérir le monde.
Le jeu est en vue aérienne. Les ennemis sont vaincus par les attaques simultanées des deux héros.